# 聖克萊門特區
13°40′51″S 76°09′27″W / 13.68083°S 76.15750°W
聖克萊門特區（西班牙語：Distrito de San Clemente）是秘魯的一個區，位於該國中南部伊卡大區的皮斯科省，始建於1985年6月4日，面積127.2平方公里，海拔高度70米，2005年人口17,351，人口密度每平方公里140人。